# Robert Jameson

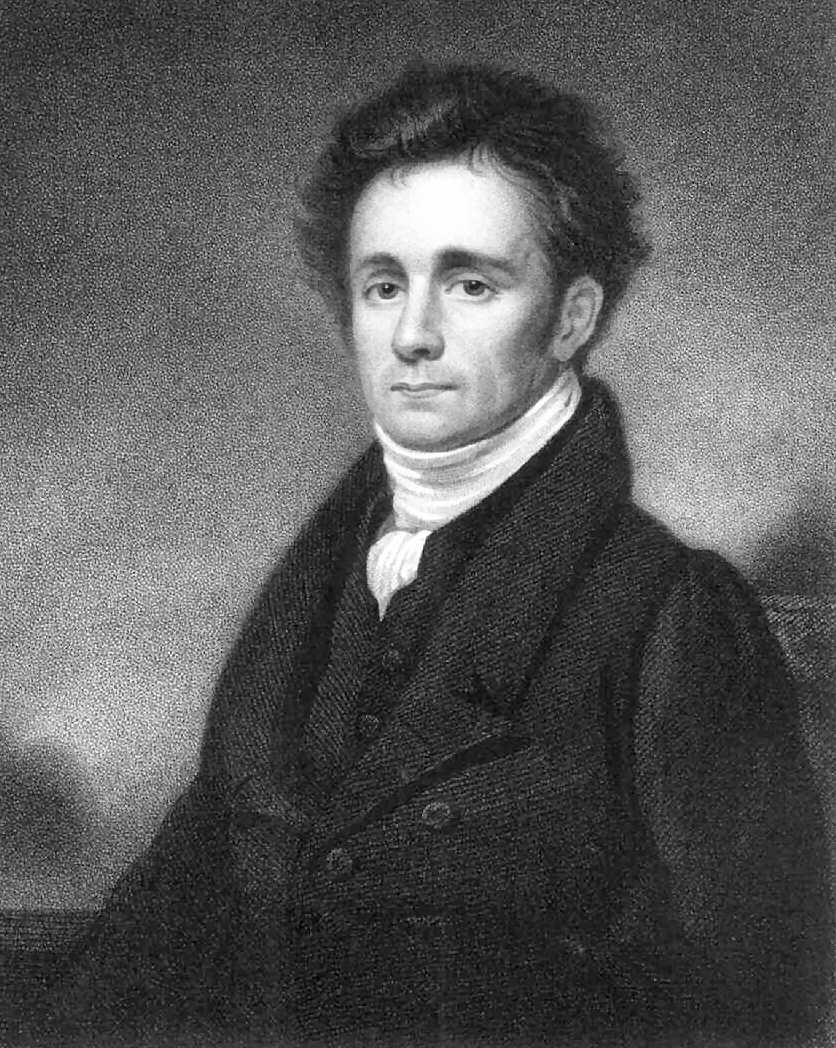
Robert Jameson

Robert Jameson (* 11. Juli 1774 in Leith, Schottland; † 19. April 1854 in Edinburgh) war schottischer Naturhistoriker, Mineraloge und Geologe. Jameson war der erste namhafte Vertreter des „Neptunismus“ in Schottland. Jameson war der Großonkel des britischen Kolonialpolitikers Leander Starr Jameson.

## Leben und Wirken
Jameson erhielt seine schulische Ausbildung an der Leith Academy in seinem Heimatort. An der Universität von Edinburgh studierte er dann Medizin, Botanik, Chemie und Naturgeschichte, zunächst als medizinischer Assistent von John Cheyne. 1793 wechselte er, beeinflusst durch den Naturhistoriker John Walker, auf das Gebiet der Mineralogie und Geologie. Als Assistent von Walker wurde er mit der Betreuung des Universitätsmuseums betraut. Er erweiterte die Naturhistorische Sammlung seiner Universität um Funde von den Hebriden, den Orkneys und den Shetlandinseln.
1800/1801 belegte Jameson Kurse von Abraham Gottlob Werner an der Bergakademie Freiberg. 1803 folgte er John Walker als Regius Professor of Natural History an der Universität von Edinburgh nach. 1808 gründete Jameson die Wernerian Natural History Society und amtierte bis zu seinem Tod als deren Präsident. Im Jahre 1819 begründete er zusammen mit David Brewster die Zeitschrift The Edinburgh Philosophical Journal. Ab 1824 war Jameson der alleinige Herausgeber. Seit 1826 trug die Zeitschrift den Titel The Edinburgh New Philosophical Journal.
Charles Darwin studierte von Oktober 1825 bis April 1827 an Universität Edinburgh. In seinem zweiten Jahr besuchte er Jamesons Vorlesungen über Geologie und Zoologie, die er „furchtbar langweilig“ fand. In dieser Zeit erschien 1826 in dem von Jameson herausgegebenen The Edinburgh New Philosophical Journal anonym ein Artikel mit dem Titel Observations on the Nature and Importance of Geology. Darin werden die Ideen der Spontanzeugung und der Veränderlichkeit der Arten unterstützt. Der Artikel ist die erste wohlwollende Besprechung von Jean-Baptiste de Lamarcks Ansichten in einer britischen Zeitschrift. Loren Eiseley (1907–1977) identifizierte 1958 in ihrem Buch Darwin’s Century Robert Edmond Grant, ebenfalls ein Schüler von Jameson, als Autor. 1991 bezweifelte der Wissenschaftshistoriker James A. Secord (* 1953) aufgrund von Stil, Thematik und darin zum Ausdruck gebrachten weiteren spezifische Ideen diese Zuordnung. Er analysierte den Zweck, den Inhalt und textliche Parallelen und schlug Jameson als Autor vor. Mittels computergestützter Scheibstilanalyse wurde 2018 dieser Verdacht erhärtet. Der italienische Wissenschaftshistoriker Pietro Corsi (* 1948) verwies 2021 auf deutschsprachige Naturforscher, die sich damals in Edinburgh aufhielten, beispielsweise Albrecht Rengger, die Jameson bei der Herausgabe der Zeitschrift assistierten. Bereits 2011 wies er auf Ami Boué als einen weiteren geeigneten Kandidaten für eine mögliche Urheberschaft hin. Weitere Schüler von Jameson waren unter anderem Robert Christison, Robert Knox und Hewett Watson.
Jameson ist Erstbeschreiber des Minerals Olivenit und gab dem Bournonit seinen Namen. Ein von ihm als Azurit beschriebenes Mineral stellte sich allerdings später als Lazulith heraus.  Seine private Mineralsammlung formt bis heute den Hauptbestandteil der Sammlung des Royal Scottish Museum.

## Ehrungen
Am 24. Juni 1799 wurde Jameson zum Fellow der Royal Society of Edinburgh gewählt. 1820 wurde er als korrespondierendes Mitglied in die Preußische Akademie der Wissenschaften aufgenommen. Das 1825 entdeckte Mineral Jamesonit wurde nach Jameson benannt. William Scoresby gab einer 1822 von ihm entdeckten Region in Ostgrönland den Namen Jameson Land.

## Schriften (Auswahl)
- An Outline of the Mineralogy of the Shetland Islands, and of the Island of Arran. Edinburgh 1798 (babel.hathitrust.org Digitalisat).
- Mineralogy of the Scottish Isles. 2 Bände, Edinburgh 1800 (Band 1, Band 2).
- A System of Mineralogy. 3 Bände, Edinburgh 1804–1808 (Band 1, Band 2, Band 3).
  - 2. Auflage, 3 Bände, Edinburgh 1816 (Band 1, Band 2, Band 3).
  - 3. Auflage, 3 Bände, Edinburgh 1820 (Band 1, Band 2, Band 3).
- A mineralogical description of the county of Dumfries. Edinburgh 1805 (Digitalisat).
- A treatise on the external characters of minerals. Edinburgh 1805 (Digitalisat).
  - A treatise on the external, chemical, and physical characters of minerals. 2. Auflage, Edinburgh 1816 (Digitalisat)
  - A treatise on the external, chemical, and physical characters of minerals. 3. Auflage, Edinburgh 1817 (Digitalisat)
- Manual of Mineralogy: containing an Account of Simple Minerals, and also a Description and Arrangement of Mountain Rocks. Edinburgh 1821 (Digitalisat).
- Mineralogy according to the natural history system: forming the article under that head in the Seventh Edition of the Encyclopaedia Britannica. Edinburgh 1837 (Digitalisat).